# Cry for the Moon
Cry for the Moon este cel de-al treilea single al formației de origine olandeză, Epica, extras de pe albumul The Phantom Agony.

## Lista melodiilor
1. "Cry for the Moon" (versiunea single) - 3:33
2. "Cry for the Moon" - 6:44
3. "Run for a Fall" (versiunea single) - 4:29
4. "Run for a Fall" - 6:31